# 東海交通機械
東海交通機械株式会社（とうかいこうつうきかい、英: Tokai Rolling Stock & Machinery Co., Ltd.）は、愛知県名古屋市中村区名駅南一丁目に本社を置く東海旅客鉄道（JR東海）の子会社（連結子会社）。

## 概要
新幹線・在来線車両の改良及びメンテナンス、機械関係（空調・昇降設備等）設計・施工・メンテナンス等を行っている。エリア内の駅等の昇降設備のメンテナンス、ICカードシステム（EX-ICシステム、TOICAシステム）等のソフト開発、管理も手掛けている。

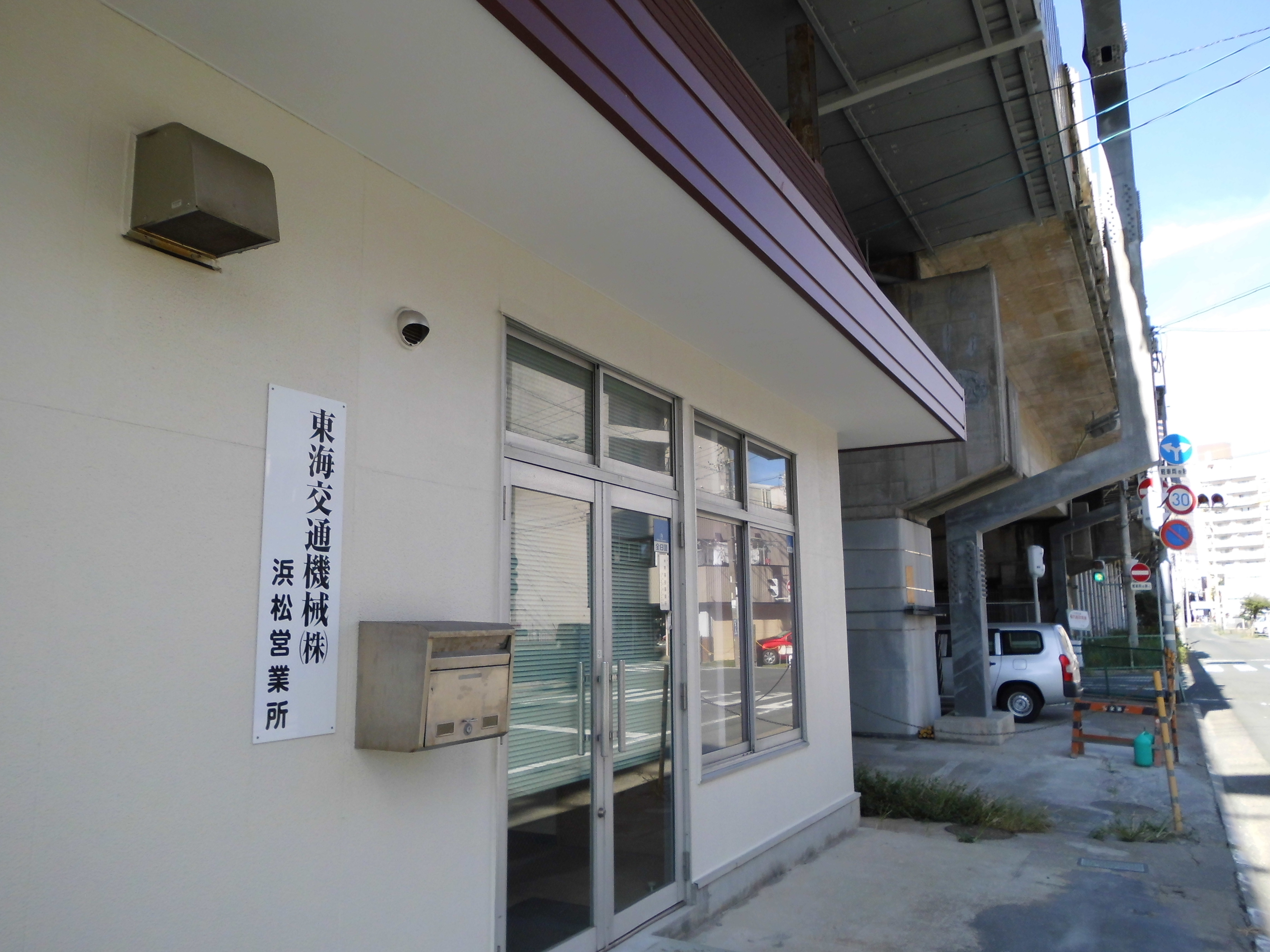
東海道新幹線高架下の浜松営業所
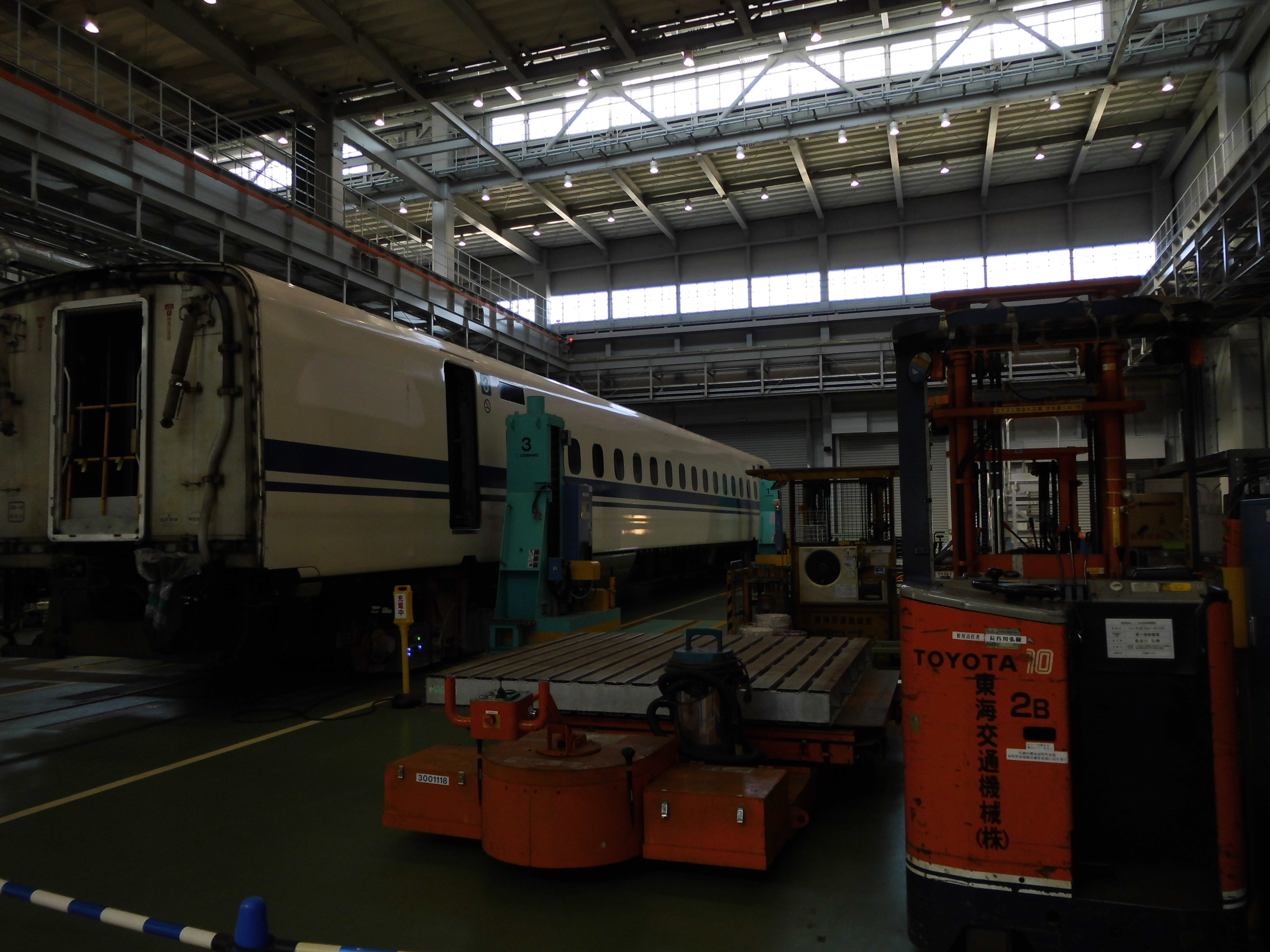
浜松工場内の受け持ちライン

## 組織・業務内容

### 車両事業部
車両部品の修繕・整備・補修を担当している。
浜松事業所
浜松工場内で、新幹線車両の側窓やドア、空調装置のメンテナンスを担当。
名古屋事業所
名古屋工場内で、在来線車両の部品メンテナンスや内燃機関の検修を担当。
浜松製作所
N700系の客室照明、在来線車両の客室照明や配電盤の設計・製造を担当。改造工事も請け負っている。

### 機械事業部
エレベーターやエスカレーター、ホームドアなどの駅設備の保守や、車両基地にある検修設備の保守を担当している。

## 沿革
- 1976年（昭和51年）3月4日 - 「浜松交通機械株式会社」として設立。
- 1988年（昭和63年）7月1日 - 日本交通機械中部支社の一部機能や関西交通機械の鳥飼車両基地内における業務を吸収し、「東海交通機械株式会社」に商号を変更[7]。本社を浜松から名古屋へ移転[7]。

## 労働組合
- 東海交通機械労働組合（JR東海グループ労働組合連合会）